# 올하 렐레이코
올하 올렉산드리우나 렐레이코(우크라이나어: О́льга Олекса́ндрівна Лелейко, 1977년 7월 21일 ~ )는 우크라이나의 펜싱 선수로 주 종목은 플뢰레이다. 2000년, 2008년, 2012년 하계 올림픽의 여자 플뢰레 개인전에 참가하였다.